# Empresa Nacional Eléctrica de Córdoba
La Empresa Nacional Eléctrica de Córdoba (ENECO) fue una empresa española que operaba en el sector eléctrico. Estuvo a cargo de la gestión de la Central térmica de Puente Nuevo, situada en la provincia de Córdoba.

## Historia
En la década de 1960 el Estado decidió reactivar la actividad de la cuenca carbonífera de Peñarroya-Belmez-Espiel. Por un decreto de Presidencia del Gobierno del 9 de marzo de 1961 se creaba la Empresa Nacional Eléctrica de Córdoba (ENECO), con objetivo de producir electricidad a base del carbón de la zona. Desde su nacimiento ENECO estuvo integrada en el Instituto Nacional de Industria (INI), aunque la empresa Sevillana de Electricidad también tenía una participación. A los pocos años de ser fundada ENECO se hizo cargo de la gestión de la Central térmica de Puente Nuevo, que entró en funcionamiento en 1966. Durante la década de 1980 la participación del INI en la empresa —un 50%— fue vendida a ENDESA. Años después, en 1994, Sevillana de Electricidad vendería su participación en Eneco a ENDESA, que a su vez la transfirió a su por aquel entonces filial Electra de Viesgo. Con el paso de los años Eneco acabaría siendo absorbida por Viesgo.